# Catocala dilutior
Catocala dilutior är en fjärilsart som beskrevs av Schultz 1909. Catocala dilutior ingår i släktet Catocala och familjen nattflyn. Inga underarter finns listade i Catalogue of Life.